# 道の駅まつだいふるさと会館
道の駅まつだいふるさと会館（みちのえき まつだいふるさとかいかん）は、新潟県十日町市松代にある国道253号の道の駅である。
北越急行ほくほく線のまつだい駅に併設している。施設は1994年（平成6年）10月22日に開業。1997年（平成9年）3月22日、ほくほく線の開業に伴い駅としての供用を開始した。

## 施設
営業時間は特記がない限り8:30 - 17:30（冬季は8:30 - 17:00）。
- 駐車場
  - 普通車：85台[7]
  - 大型車：5台[7]
  - 身障者用：1台[7]
- トイレ
  - 男：大 6器（2器）、小 10器（4器）
  - 女：10器（4器）
  - 身障者用：2器（2器）

※（　）内は、24時間利用可能

まつだいふるさと会館
- ファミリーマート道の駅まつだい店（1階、24時間）
- おみやげ処ふるさと（1階）[5]
- 松代・松之山温泉観光案内所（1階）
- きくやキッチン[5]（2階・レストラン、11:30 - 14:00）
- 常春ホール（2階・多目的ホール）

屋外
- 常春の丘[6]
  - 「ほくほく線発祥の地」石碑[4][6]
  - 特急はくたか記念碑（2016年に設置、北越急行デザインの681系の石碑）[6]

### 管理
- 設置者：十日町市
- 指定管理者：松代総合開発・上越観光開発共同事業体[8]

## 休館日
- ファミリーマート：年中無休
- おみやげ処ふるさと：1月1日
- きくやキッチン：毎週月曜日および火曜日[7]

## アクセス
- 国道253号 - 登録路線
  - 新潟県道12号松代高柳線
  - 新潟県道426号石黒松代線

自動車
- 関越自動車道六日町ICより約40分。
- 北陸自動車道上越ICより約50分。

公共交通機関
- 北越急行ほくほく線 まつだい駅に併設[5][6][7]。
  - 東頸バス[9]、市営バス（松代地域、年末年始を除く平日のみ運行）[10]の各路線バスが発着する。

## 駅周辺
- 十日町市役所 松代支所

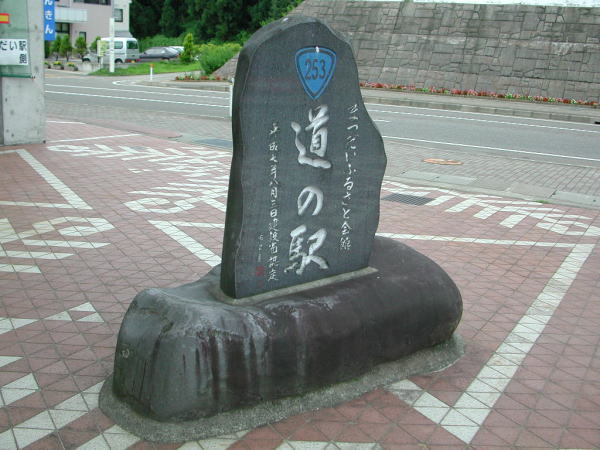
1995年に「道の駅」として認定されている

- まつだい「農舞台」 - 連絡通路により駅直結
- 松代郵便局
- 新潟県立松代高等学校
- 松代城跡公園
- まつだい郷土資料館
- 十日町市松代ファミリースキー場
- 越後松代棚田群
- まつだい芝峠温泉 雲海 - 当駅から約4km[7]。